# Chiara Tabani
Chiara Tabani (Prato, 1994. augusztus 27. –) olasz válogatott vízilabdázónő, a Mediostar Prato játékosa.

## Nemzetközi eredményei
- Világliga 7. hely (Sanghaj, 2015)
- Világbajnoki bronzérem (Kazany, 2015)
- Európa-bajnoki bronzérem (Belgrád, 2016)
- Világliga 5. hely (Sanghaj, 2016)